# Paspalum mandiocanum
Paspalum mandiocanum är en gräsart som beskrevs av Carl Bernhard von Trinius. Paspalum mandiocanum ingår i släktet tvillinghirser, och familjen gräs. Inga underarter finns listade i Catalogue of Life.